# Odd Future
Odd Future, znany także jako OFWGKTA lub Wolf Gang – zespół muzyczny założony na przełomie 2006 i 2007 roku, pochodzący z Los Angeles, w Kalifornii. Grupa została założona przez rapera i producenta muzycznego, Tylera, the Creatora. Oprócz niego skład tworzą Hodgy Beats, Left Brain, Earl Sweatshirt, Domo Genesis, Mike G, Frank Ocean, Matt Martians, Hal Williams, Jasper Dolphin, Taco, Lucas Vercetti oraz L-Boy.

## Historia
Zespół został założony na przełomie 2006–2007 roku w Los Angeles. Początkowo skład tworzyli Tyler, the Creator (Tyler Okonma), Left Brain (Vyron Turner), Hodgy Beats (Gerard Damien Long), Matt Martians (Matthew Martin), Jasper Dolphin (Davon Wilson) i Casey Veggies (Casey Jones). Swoje wokale raperzy nagrywali w domowych warunkach, w mieszkaniu Syd the Kyd i Taco. W 2008 roku kolektyw wydał swój pierwszy materiał. Mixtape pt. The Odd Future Tape ukazał się w listopadzie własnym nakładem. Album zawierał 19 premierowych utworów skomponowanych przez członków Odd Future. Reedycja mixtape'u ukazała się 9 grudnia 2014 r. na iTunes oraz Google Play.
Na przełomie 2009–2010 roku do zespołu dołączyli Domo Genesis (Domonique Cole), Earl Sweatshirt (Thebe Kgositsile), Mike G (Michael Griffin II), i Frank Ocean (Christopher Breaux). Na początku 2010 r. Earl Sweatshirt po wydaniu debiutanckiego mixtape'u pt. Earl, opuścił zespół na dwa lata. 7 maja 2010 roku ukazał się następny mixtape grupy, pt. Radical. Materiał zawierał 17 utworów, gdzie poszczególni członkowie rapowali na zapożyczonych podkładach, takich wykonawców jak Rick Ross, Mos Def, Terror Squad, Gucci Mane, Wiz Khalifa czy Beastie Boys. Wkrótce potem grupa wyruszyła w trasę koncertową obejmującą miasta Los Angeles, Nowy Jork czy Londyn. Ich występy na arenie międzynarodowej były porównywane do występów zespołów gatunku rock. Często miał miejsce stage diving oraz Mosh.
W 2011 roku zespół podpisał kontrakty muzyczne z wytwórniami RED Distribution i Sony Music Entertainment, oraz założyli własną niezależną wytwórnię Odd Future Records. 2 sierpnia 2011 roku na oficjalnej stronie Odd Future, członkowie zespołu poinformowali o trasie koncertowej Golf Wang Tour 2011. Zawierała 27 miejsc, w których wystąpili raperzy.
8 września 2011 r. zespół poinformował o pracy nad własnym skeczem pt. Loiter Squad. 25 marca 2012 r. emitowano pierwszy odcinek na kanale Adult Swim.
3 października 2011 r. grupa wydała kompilację zatytułowaną 12 Odd Future Songs, która wbrew tytułowi, zawiera 13 utworów. 20 marca 2012 roku, kolektyw wydał swój debiutancki album pt. The OF Tape Vol. 2. Płyta była kontynuacją mixtape'u z 2008 roku – The Odd Future Tape. Tego samego dnia, Earl Sweatshirt, który był nieobecny w grupie od czerwca 2010 do lutego 2012 r., wystąpił na scenie Hammerstein Ballroom w Nowym Jorku z resztą członków Odd Future. Debiutancki studyjny album zawierał 18 premierowych utworów, na których wystąpili wszyscy członkowie grupy. W Stanach Zjednoczonych materiał zadebiutował na 5. miejscu listy sprzedaży Billboard 200, sprzedając się w ilości 40 000 egzemplarzy. Do 17 maja 2012 r. w USA sprzedano ponad 71 000 sztuk.

## Dyskografia
Albumy
- The OF Tape Vol. 2 (2012)

Mixtape
- The Odd Future Tape (2008)
- Radical (2010)

Kompilacje
- 12 Odd Future Songs (2011)